# C'est dur d'être un homme : Tora-san ange gardien
Série C'est dur d'être un homme
C'est dur d'être un homme : Elle court, elle court la rumeur
(1978) C'est dur d'être un homme : L'Américain
(1979)
Pour plus de détails, voir Fiche technique et Distribution.
C'est dur d'être un homme : Tora-san ange gardien (男はつらいよ 翔んでる寅次郎, Otoko wa tsurai yo: Tonderu Torajirō) est un film japonais réalisé par Yōji Yamada et sorti en 1979. C'est le 23e film de la série C'est dur d'être un homme.

## Fiche technique
- Titre : C'est dur d'être un homme : Tora-san ange gardien[1]
- Titre original : 男はつらいよ 翔んでる寅次郎 (Otoko wa tsurai yo: Tonderu Torajirō?)
- Réalisation : Yōji Yamada
- Scénario : Yōji Yamada et Yoshitaka Asama
- Photographie : Tetsuo Takaha (ja)
- Montage : Iwao Ishii (ja)
- Musique : Naozumi Yamamoto
- Décors : Mitsuo Degawa
- Producteur : Kiyoshi Shimazu
- Société de production : Shōchiku
- Pays de production :  Japon
- Langue originale : japonais
- Format : couleur — 2,35:1 — 35 mm — son mono
- Genres : comédie dramatique ; romance
- Durée : 107 minutes[2] (métrage : huit bobines - 2 924 m[2])
- Dates de sortie :
  - Japon : 4 août 1979[2]

## Distribution
- Kiyoshi Atsumi : Torajirō Kuruma / Tora-san
- Chieko Baishō : Sakura Suwa, sa demi-sœur
- Masami Shimojō (ja) : Ryūzō Kuruma, son oncle
- Chieko Misaki (ja) : Tsune Kuruma, sa tante
- Gin Maeda (en) : Hiroshi Suwa, le mari de Sakura
- Hayato Nakamura : Mitsuo Suwa, le fils de Sakura et de Hiroshi
- Kaori Momoi : Hitomi Irie
- Masayuki Yuhara (ja) : l'aubergiste trop entreprenant
- Akira Fuse (en) : Kunio Koyanagi, le fiancé de Hitomi
- Michiyo Kogure : Kinuko Irie, la mère de Hitomi
- Tatsuo Matsumura : Reikichi Matsuda
- Hiroshi Inuzuka (ja) : le chauffeur de taxi
- Kyōko Togawa (ja) : Kyōko, la sœur cadette de Kunio
- Mari Okamoto (ja) : l'infirmière qui prescrit des médicaments contre la constipation à Tora-san
- Hisao Dazai (ja) : Umetarō Katsura, le voisin imprimeur
- Gajirō Satō (ja) : Genko
- Chishū Ryū : Gozen-sama, le grand prêtre

## Distinctions
Kiyoshi Atsumi et Chieko Baishō sont nommés respectivement pour le prix du meilleur acteur et pour celui de la meilleure actrice dans un second rôle pour les deux films de la série C'est dur d'être un homme sortis en 1979, C'est dur d'être un homme : Tora-san ange gardien et C'est dur d'être un homme : L'Américain, lors des Japan Academy Prize de 1980.